# Vado Football Club 1934-1935
Questa voce raccoglie le informazioni riguardanti il Vado Football Club nelle competizioni ufficiali della stagione 1934-1935.

## Rosa
| N. |                   | Ruolo | Calciatore          |
| -- | ----------------- | ----- | ------------------- |
|    | Italia (bandiera) | A     | Giovanni Aprile     |
|    | Italia (bandiera) | A     | Vittorio Bacigalupo |
|    | Italia (bandiera) | A     | Natale Baldissone   |
|    | Italia (bandiera) | A     | Barazzini           |
|    | Italia (bandiera) | A     | Pietro Caviglia     |
|    | Italia (bandiera) | P     | Giuseppe Chittolina |
|    | Italia (bandiera) | A     | Luigi Giusto        |
|    | Italia (bandiera) | A     | Piero Lami          |

| N. |                   | Ruolo | Calciatore        |
| -- | ----------------- | ----- | ----------------- |
|    | Italia (bandiera) | D     | Carlo Motto       |
|    | Italia (bandiera) | A     | Emanuele Oliva    |
|    | Italia (bandiera) | P     | Mario Peregallo   |
|    | Italia (bandiera) | D     | Vittorio Pollaro  |
|    | Italia (bandiera) | C     | Renato Poli       |
|    | Italia (bandiera) | D     | Siccardi          |
|    | Italia (bandiera) | C     | Francesco Sobrero |
|    | Italia (bandiera) | D     | Carlo Tassara     |